# 4720 Тотторі
4720 Тотторі (4720 Tottori) — астероїд головного поясу, відкритий 19 грудня 1990 року.
Тіссеранів параметр щодо Юпітера — 3,625.
Названо на честь міста Тотторі (яп. とっとり(鳥取) тотторі).